# 고구리야마촌 (니가타현 가리와군)
고구리야마촌(小栗山村)은 니가타현 가리와군에 설치되었던 촌이다. 현재의 나가오카시에 해당한다.